# Xestocephalus dedecus
Xestocephalus dedecus är en insektsart som beskrevs av Delong, Wolda och Estribi 1980. Xestocephalus dedecus ingår i släktet Xestocephalus och familjen dvärgstritar. Inga underarter finns listade i Catalogue of Life.